# Greenville (Utah)
Greenville é uma comunidade não-incorporada no leste do Condado de Beaver, no estado de Utah, nos Estados Unidos. Situa-se junto ao State Route e localiza-se a 21 km a oeste da cidade de Beaver. Localiza-se a 1.727 metros acima do nível do mar. Apesar de Greenville não possuir status jurídico, possui uma estação de correios e Código de Endereçamento Postal.
Greenville foi fundada em 1861.